# Brúnó Straub
Brúnó Ferenc Straub (n. 5 ianuarie 1914, Oradea – d. 15 februarie 1996, Budapesta) a fost un biochimist maghiar, academician, ultimul președinte al Republicii Populare Ungare, în funcție din 29 iunie 1988 până în 23 octombrie 1989.

## Biografie
Între anii 1931-1936 a studiat chimia la Universitatea Franz Joseph din Cluj, aflată în exil la Szeged. Din 1937 până în 1939 a efectuat studii postdoctorale la Cambridge.
În 1946 a devenit profesor la Universitatea din Szeged, iar în 1948 s-a transferat la Universitatea Semmelweis⁠(en)[traduceți] din Budapesta.
A fost ultimul președinte al Republicii Populare Ungare, de la 29 iunie 1988 la 23 octombrie 1989.

## Opere
- Biokémia, Magyar Orvosi Könyvkiadó Társulat, 1949
- Általános, szervetlen és analitikai kémia, Tankönykiadó Vállalat, Budapest, 1950
- Szerves kémia (orvostanhallgatók számára), Tankönykiadó Vállalat, Budapest, 1951
- Általános és szervetlen kémia, Medicina Kiadó, Budapest, 1958

## Distincții
- Marele Colan al Infantelui Dom Henrique, din Portugalia (1991)